# Карпяк, Вадим Дмитриевич
Вадим Дмитриевич Карпяк (* 27 января 1977, Коломыя) — украинский журналист, радиоведущий, телеведущий. Ведущий политического ток-шоу «Свобода слова» на телеканале ICTV и радиопрограммы «О законе и благодати» на UA: Радио Культура.

## Биография
Родился 27 января 1977 года в городе Коломыя Ивано-Франковской области. Отец — Карпяк Дмитрий Иванович, журналист, мать — Карпяк Валентина Дмитриевна, медработник. Вадим — старший из двух детей в семье. Имеет брата Олега, который также работает в медийной сфере.
В 1984—1991 годах учился в коломыйской школе № 1 им. В. Стефаника. После обретения Украиной независимости в городе возродили гимназию, в которой он учился в 1991—1994 годах, получив среднее образование. В том же году поступил в Национальный университет «Киево-Могилянская академия» на гуманитарный факультет.
В 1998 году получил диплом бакалавра по специальности «Теория культуры», а в 2001 году окончил магистерскую программу НаУКМА по политологии.
Работал в различных украинских телевизионных и радиокомпаниях. Помимо работы в СМИ, Вадима Карпяка часто привлекают к модерированию социально-экономических и культурных событий, а также к ведению официальных церемоний. В 2022 году взял интервью у Президента Украины Владимира Зеленского и первой леди Елены Зеленской.
- С 2018 года — ведущий и член программного совета львовского фестиваля «БукФорум», а также ведущий и модератор фестиваля «Книжный арсенал».
- С 2018 года — член экспертного совета Украинского института книги по отбору книг для библиотек.
- С 2019 года — член программного совета львовского фестиваля «БукФорум».
- С 2019 года — амбассадор движения HeForShe.
- С 2019 года — член наблюдательного совета благотворительного фонда «Вернись живым».[2][3]
- С 2021 года — член украинского отделения PEN-клуба.[4]
- С 2020 по 2022 годы — член жюри конкурса «Книга года BBC».[5]
- С 2022 года — член наблюдательного совета Украинского Института.
- С 2023 года — член Комитета Национальной премии Украины имени Тараса Шевченко.[6][7]

## Карьера
- С 1997 по 1998 год — работал на киевской радиостанции «Радио Столицы» ведущим прямых эфиров, а также авторских программ «Клуб одиноких сердец» и «Демо-Версия».
- С 1998 по 2021 год — исполнял обязанности программного директора компании «ФДР Медиа», занимающейся сервисом для музыкальных радиостанций и исполнителей.
- С 1999 по 2001 год — был выпускающим редактором программы «Сніданок з 1+1».
- С 2013 по 2016 год — был ведущим прямых эфиров телеканала «112 Украина».
- С 2016 по 2022 год — вёл политическое ток-шоу «Свобода слова» на телеканале «ICTV».[8][9][10]
- С 2019 года и по настоящее время — ведущий авторской радиопрограммы «О законе и благодати» на UA: Радио Культура.[11]
- С 2024 по 2025 год — был ведущим программы «Карпяк на Суспільному» на телеканале «Первый».

## Награды
- Орден «За заслуги» III степени (6 июня 2022) — За значительный личный вклад в развитие отечественной журналистики и информационной сферы, мужество и самоотдачу, проявленные при освещении событий полномасштабного вторжения Российской Федерации на территорию Украины, многолетний добросовестный труд и высокий профессионализм.[12]

## Семья
Женат. Супруга Татьяна Пушнова также работает в сфере медиа. Вместе с женой воспитывают двоих детей — Марту (2012 г.р.) и Ореста (2013 г.р.). Имеет сына Марка от первого брака (2008 г.р.).